# Alceste Catella
Alceste Catella (ur. 5 maja 1942 w Tavigliano) – włoski duchowny katolicki, biskup Casale Monferrato w latach 2008-2017.

## Życiorys
Święcenia kapłańskie otrzymał 26 czerwca 1966 i został inkardynowany do diecezji Biella. Był m.in. wykładowcą diecezjalnego seminarium oraz wydziału teologicznego w Mediolanie, dyrektorem instytutu liturgiczno-duszpasterskiego, rektorem sanktuariów w Rialmosso i w Oropa, a także wikariuszem generalnym diecezji.
15 maja 2008 papież Benedykt XVI mianował go ordynariuszem diecezji Casale Monferrato. Sakry biskupiej udzielił mu 29 czerwca 2008 kardynał Severino Poletto.
31 lipca 2017 przeszedł na emeryturę.